# グレンデル

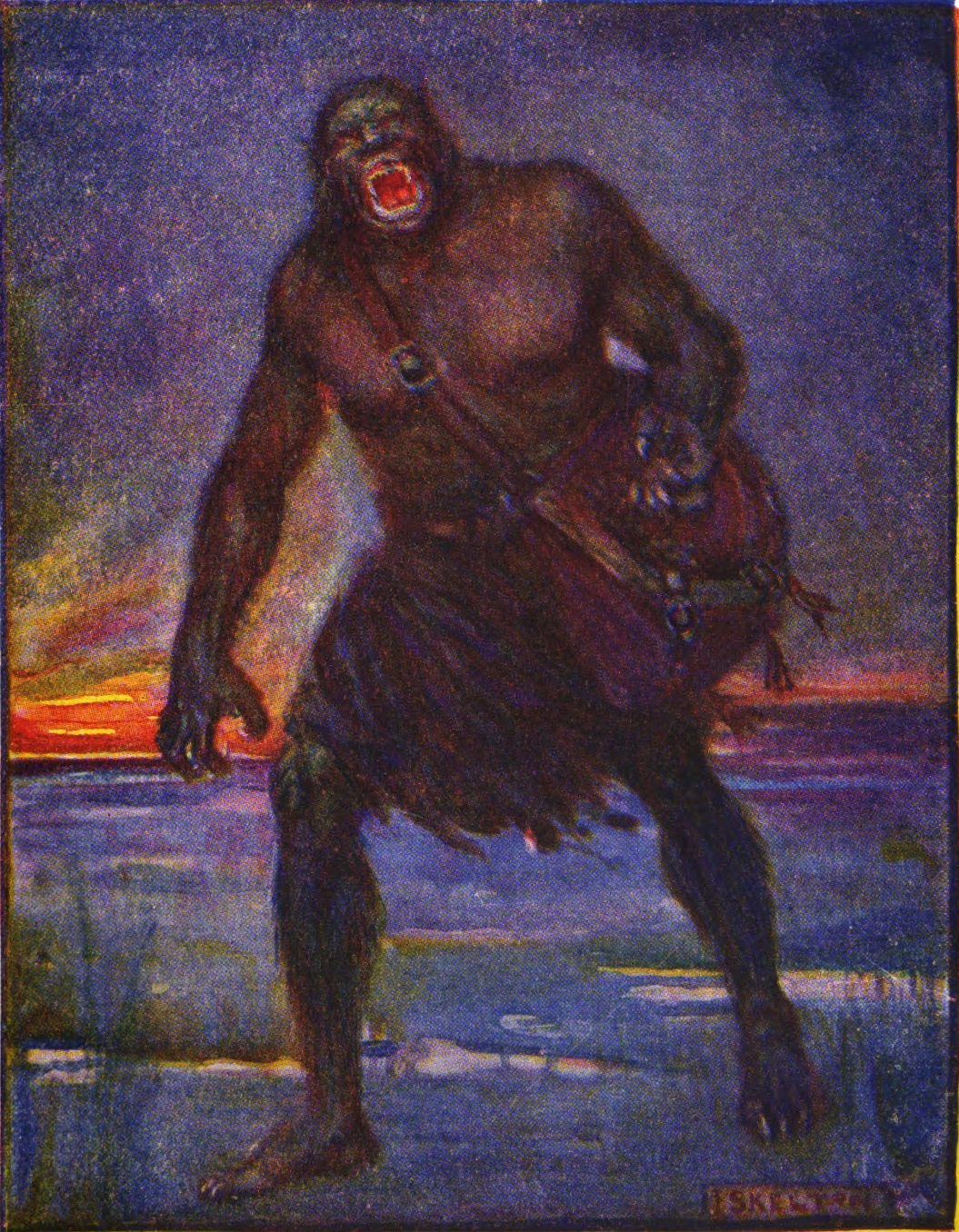
グレンデル

グレンデル (Grendel) は、北欧・イギリスの叙事詩・伝承『ベオウルフ』に登場する巨人の怪物。

## 描写
外見は恐ろしく、醜い姿をしており、性格も残忍で、荒野、沼地、砦の周りなどをうろつき、住処は湖か沼地の中だという。一説にはカインの末裔であるとされる。
ベオウルフとグレンデルの戦いは、『ベオウルフ』の物語のうち、前半にあたる。
フロースガール王がヘオロット宮を建て、連夜祝宴で騒いでいたせいで、宮の近くに住処のあったグレンデルに恨みを買ってしまう。グレンデルは毎晩フロースガール城に忍び込み、城の人間を1人ずつ食い殺していった。フロースガール王は恐怖を感じるも、何もできないまま12年が過ぎた。
その噂を聞きつけたベオウルフが、グレンデルを退治するためにフロースガール王のもとを訪れ、ヘオロットの館の警護にあたった。その深夜、やってきたグレンデルは警護にあたっていた兵士たちを殺害し、ベオウルフに奇襲をかける。突然の出来事に武器を用意していなかったベオウルフは素手でグレンデルに挑み、逆にその片腕をもぎとった。これに慌てたグレンデルは逃走し、自分の母にこのことを報告した。これに怒ったグレンデルの母はベオウルフに復讐しに行くが、グレンデル以上に恐ろしい彼の母はベオウルフの返り討ちに遭い、住処で追い詰められたグレンデル自身も首を刎ねられることになる。